# Хруновы
Хруновы — русский нетитулованный дворянский род. Внесён в Родословную книгу Дворянского Депутатского собрания Московской губернии.

## Персоналии
- Хрунов, Александр Андреевич (1810 — после 1877) — коллежский асессор. С 1821 года воспитывался в Сиротском училище Московского Приказа общественного призрения, а затем в Московской губернской гимназии, окончив которую, в 1827 году успешно поступил в императорский Московский университет. Однако Московское губернское правление не позволило ему окончить курс университетскких наук, определив в 1830 году на службу в Приказ общественного призрения, а затем в Строительный комитет при Университете. В 1836 года поступил на службу в администрацию Московского Елисаветинского училища, где дослужился до поста бухгалтера и письмоводителя. При посещениях училища императрицей Александрой Фёдоровной за исправность во всех делах неоднократно удостаивался её императорского величества благоволения. Был награждён медалью «В память войны 1853—1856». Проживал с семьёй на казённой квартире в здании училища на Вознесенской улице[1], а позже в собственном жилье в Лефортовской части[2]. В 1877 году, несмотря на преклонный возраст, обладал ещё достаточно крепким здоровьем и бодростью, чтобы приехать на крестины своего внука Владимира Петровича из Москвы в Оренбург.
  - Имя первой жены неизвестно, умерла (предположительно) до 1841 года. Их дети:
    - Хрунов, Николай Александрович (1835—?) — в 1857 году состоял на службе в 6-м департаменте Правительствующего сената.
    - Хрунов, Дмитрий Александрович (1839—?) — в 1857 году обучался Московском дворцовом архитектурном училище.

  - Вторая жена — Анастасия Александровна, урождённая Айдарова — потомственная дворянка. Их дети:
    - Хрунов, Пётр Александрович (1842—1918) — тайный советник, военный хирург, участник Хивинского похода, корпусной врач 2-го Армейского корпуса, кавалер орденов Св. Владимира, Св. Анны и Св. Станислава[3]. Владел по наследству от родственников матери — Айдаровых двухэтажным домом в Москве по Аптекарскому переулку, 13 (ныне снесён). Там и поселился с семьей после выхода на пенсию. Жена — Елизавета Александровна (1848—1926), урождённая Оде-де-Сион (фр. Audé de Sion), выпускница Института благородных девиц в Оренбурге. Их дети:
      - Александр Петрович Хрунов (1876—1918) — врач, ординатор московского «Коронационного Убежища»[4]. Занимал с семьёй первый этаж родительского дома по Аптекарскому переулку, 13. Там же находилась приёмная его частной врачебной практики. Умер в 1918 году, заразившись на приёме от пациента сыпным тифом. Жена — Аделаида Фёдоровна, урождённая Шторх (нем. Storch), прибалтийская немка. Их дети:
        - Денисова, Александра Александровна, урождённая Хрунова (1900—1985) — жена инженера-гидротехника и футболиста-любителя Николая Михайловича Денисова (1896—1945), репрессированного в 1943 году.
        - Шмакова, Нина Александровна, урождённая Хрунова (?—1961).

      - Хрунов, Владимир Петрович (1877—1969) — выпускник Императорских Казанского и Московского Университета, отличник народного просвещения, заслуженный учитель, в 1951 году награждён Орденом Ленина. Был учителем частной гимназии в Гродно, а затем в Раненбургской гимназии. Обосновавшись в Раненбурге, приобрёл собственный дом (существует и поныне). Жена — Анна Васильевна, урождённая Оде-де-Сион (фр. Audé de Sion (1870—1852), воспитанница фрейлины Ольги Алексеевны Философовой (1843—?). Их дети:
        - Шебанова, Ольга Владимировна, урождённая Хрунова (1908—2006) — учитель средней школы, награждена знаком «Отличник народного просвещения».
        - Хрунов, Кирилл Владимирович (1910—1943) — военврач, лейтенант государственной безопасности. Умер от болезни на фронте Великой Отечественной войны.
        - Хрунов, Алексей Владимирович (1912—1982) — инженер ЗИЛ. В Москве проживал в квартире в старом доме Хруновых по Аптекарскому переулку, 13, пока дом не был снесён.
        - Короткова, Мария Владимировна, урождённая Хрунова (1916—2001) — учитель средней школы.

      - Мария Петровна Харкевич, урождённая Хрунова (1882—1960) — закончила Московские высшие женские курсы и Московский городской народный университет имени А. Л. Шанявского. В годы Гражданской войны работала в Уфимском земстве и в городской библиотеке Красноярске, заведовала детским домом Минусинске. Вернувшись Москву, с середины 1920-х годов давала частные уроки французского языка. Жена Михаила Петровича Харкевича. Их дочь Наталья Михайловна была супругой профессора Иосифа Абрамовича Айдарова (Кана).
      - Николай Петрович Хрунов (1884—?) — инженер-электрик, ветеран Первой мировой войны, кавалерист. В тридцатые годы XX века сотрудничал с ЦАНИИ[5].
      - Даниленко, Вера Петровна, урождённая Хрунова (1886—1972)
      - Хрунов, Павел Петрович (1889—1976) — с детства проявлял талант художника, с 1906 обучался в МУЖВЗ, был учеником К. Ф. Юона. Однако в 1911 году предпочёл стать военным и поступил вольноопределяющимся сначала в пехотный, а затем перевёлся в драгунский полк. В годы Первой мировой войны дослужился до звания поручика. За доблесть, проявленную в боях против Австро-Венгрии, получил множество наград. После Октябрьской революции, разделяя антибольшевистскую позицию лидера меньшевиков Г. В. Плеханова, стал его личным представителем и военным советником при правительстве Ноя Жордания Грузинской Демократической Республики. С началом Гражданской войны примкнул к Белому движению, в 1920 году эвакуировался из Севастополя на пароходе «Инкерман» и поселился с семьей во Франции, где его потомки, сохранив фамилию, проживают и в наше время. Жена — Надежда Фёдоровна. Их сын:
        - Хрунов, Александр Павлович — французский инженер в области нефтяной промышленности. Жена — француженка Жизель (фр. Giselle). Их дети, граждане Франции:
          - Philippe Khrounoff.
          - Serge Khrounoff.
          - Alexandre Khrounoff.
          - Sophie Khrounoff — профессиональный музыкант, виолончелистка.
          - Michel Khrounoff.

      - Хрунов, Сергей Петрович (1892—1961).

    - Хрунова, Екатерина Александровна (1846—?).
    - Хрунов, Сергей Александрович (1848—?).
    - Хрунов, Михаил Александрович (1850—?).
    - Хрунов, Иван Александрович (1852—?) — в 1870 году служил унтер-офицером 1-й Гренадерской дивизии.
    - Хрунова, Софья Александровна (1855—?).